# Diocesi di Anguo
La diocesi di Anguo (in latino Dioecesis Ngancuovensis) è una sede della Chiesa cattolica in Cina suffraganea dell'arcidiocesi di Pechino. Nel 1949 contava 33.200 battezzati su 1.200.000 abitanti. La sede è vacante.

## Territorio
La diocesi si trova nella provincia cinese di Hebei e comprende le città-contee di Anguo e Dingzhou nella prefettura di Baoding, e le contee di Li e Boye.
Sede vescovile è la città Anguo.

## Storia
La prefettura apostolica di Lixian (Lihsien) fu eretta il 15 aprile 1924 con il breve Ex hac sublimi di papa Pio XI, ricavandone il territorio dai vicariati apostolici di Ce-li centrale (oggi diocesi di Baoding) e Ce-li sud-occidentale (oggi diocesi di Zhengding).
Il 28 ottobre 1926 papa Pio XI ordinò per la prima volta alcuni vescovi cinesi, tra cui il prefetto apostolico di Lixian, Melchior Souen.
Il 13 luglio 1929 in virtù del breve Edocet Nos dello stesso papa Pio XI la prefettura apostolica è stata elevata al rango di vicariato apostolico con il nome di vicariato apostolico di Anguo (o Ankwo).
L'11 aprile 1946 il vicariato apostolico è diventato diocesi con la bolla Quotidie Nos di papa Pio XII.
In seguito, con l'espulsione di tutti i missionari stranieri e l'avvento del governo comunista di Mao, la diocesi fu soppressa dal governo cinese ed il suo territorio accorpato con quello della diocesi di Boading. Tuttavia la Santa Sede ha continuato a considerare esistente la diocesi; nel 1988 infatti fece ordinare clandestinamente il sacerdote Stefan Liu Difen (Lifen), arrestato nel 1990 e morto in prigione in circostanze non chiare nel 1992. Dopo questa data, la diocesi risulta vacante.
Per la particolare situazione della Chiesa cattolica in Cina, la Santa Sede non nomina vescovi per le diocesi cinesi, che ufficialmente sono sede vacanti anche in presenza di vescovi riconosciuti da Roma.

## Cronotassi dei vescovi
Si omettono i periodi di sede vacante non superiori ai 2 anni o non storicamente accertati.
- Melchior Souen, C.M. † (15 aprile 1924[3] - 7 febbraio 1936 dimesso)
- John Baptist Uamzemi (Wang Tseng-yi), C.M. † (1º luglio 1937 - 21 febbraio 1951 deceduto)
  - Sede vacante
  - Stefan Liu Difen (Lifen) † (11 settembre 1989 consacrato - 14 novembre 1992 deceduto)

## Statistiche
Al termine dell'anno 1949 la diocesi su una popolazione di 1.200.000 persone contava 33.200 battezzati, corrispondenti al 2,8% del totale.
| anno | popolazione | popolazione | popolazione | presbiteri | presbiteri | presbiteri | presbiteri                | diaconi | religiosi | religiosi | parrocchie |
| anno | battezzati  | totale      | %           | numero     | secolari   | regolari   | battezzati per presbitero | diaconi | uomini    | donne     | parrocchie |
| ---- | ----------- | ----------- | ----------- | ---------- | ---------- | ---------- | ------------------------- | ------- | --------- | --------- | ---------- |
| 1949 | 33.200      | 1.200.000   | 2,8         | 23         | 23         |            | 1.443                     |         | 116       | 111       | 11         |